# Dune: House Atreides
Dune: House Atreides è un romanzo di fantascienza di Brian Herbert e Kevin J. Anderson del 1999, il primo del ciclo Il preludio a Dune. Fu pubblicato in un unico volume in lingua inglese, e venne in seguito tradotto e stampato in Italiano in due volumi da Mondadori con il titolo Il preludio a Dune: Casa Atreides (2001) e Il preludio a Dune 2: Il duca Leto (2002).
La trama si compone di diverse storie che si svolgono in parallelo su diversi pianeti dell'Impero, e che spesso si intersecano e confliggono tra di loro. Il volume racconta le vicende dell'Impero Galattico nel periodo 10154-10156 dell'era della Gilda, ossia, circa 35 anni prima dei fatti narrati in Dune.

## Trama
La storia inizia nell'anno 10154 A.G. (dopo la Gilda), circa 35 anni prima degli avvenimenti narrati nel romanzo Dune, con la decisione da parte dell'imperatore Elrood IX di sostituire alla guida del pianeta Arrakis (conosciuto anche come Dune), il pavido Abulurd Harkonnen col suo fratellastro, il crudele Vladimir Harkonnen, in quanto nei sette anni precedenti la produzione del Melange, fondamentale per i viaggi spaziali della Gilda, per permettere alle Bene Gesserit le loro visioni prescienti, e per allungare la vita, e di cui Dune è l'unico produttore in tutto l'universo, è andata continuamente a diminuire, con grande preoccupazione dell'imperatore e degli altri membri del Landsraad. Il nuovo governatore coi suoi metodi decisi e spietati, riesce a far decollare la produzione, nascondendone anche una parte come suo bottino personale.
Nella capitale imperiale, sul pianeta Kaitain, il giovane planetologo Pardot Kynes riceve dall'imperatore l'ordine di recarsi su Dune per scoprire come si sia generato il preziosissimo Melange. Contemporaneamente, il principe ereditario Shaddam, istigato dal suo amico e consigliere Hasimir Fenring, complotta per eliminare Elrood IX, che pur avendo già 157 anni, con l'aiuto della Spezia può restare sul trono ancora a lungo. I due decidono di avvelenarlo lentamente in modo da non destare sospetti.
Sul pianeta Caladan il duca Paulus Atreides decide di inviare il figlio quindicenne Leto a completare la propria educazione alla corte del suo amico Dominic Vernius, signore di Ix, dove potrà studiare insieme al figlio del conte, Rhombur. La madre di Leto, Lady Helena, non approva la decisione perché ella appartiene alla casa Richese, antica rivale dei Vernius ed in quanto, Ix, pianeta della tecnologia più avanzata, per i tradizionalisti come lei, sfiora (e a volte supera) l'eresia, poiché la Bibbia Cattolico Orangista vieta di creare meccanismi che simulino l'intelligenza umana. Nonostante ciò Leto parte e diviene immediatamente amico intimo ed inseparabile di Rhombur, in più prova una forte attrazione per la sorella, Kailea.
Le Bene Gesserit sono finalmente giunte ad un punto di svolta nella loro millenaria ricerca genetica, solo tre generazioni le separano dalla nascita del tanto atteso Kwisatz Haderach. Il prossimo passo sarà di far accoppiare la reverenda Madre Gaius Helen Mohiam col barone Vladimir Harkonnen, per far nascere una bambina che accoppiandosi con Leto, genererà la madre dello Kwisatz Haderach. La missione non si presenta facile in quanto a tutti sono noti i gusti sessuali del barone che aborrisce le donne, ma Gaius Helen minacciando di rivelare gli accaparramenti illeciti degli Harkonnen riesce a farsi inseminare. Tutto ciò avviene su Giedi Primo il pianeta natale degli Harkonnen, nello stesso periodo in cui un giovanissimo schiavo, Duncan Idaho riesce a sfuggire alla battuta di caccia umana,del na-barone Glossu Rabban, nipote di Vladimir e suo successore designato. Duncan si imbarca segretamente su un cargo spaziale destinato a Caladan.
Pardot Kynes, giunto su Dune, non tarda ad accorgersi dell'ostilità che gli Harkonnen provano nei suoi confronti, si isola quindi trascorrendo lunghi periodi nel deserto dove scopre sicure tracce che in un remoto passato sul pianeta esistevano grandi oceani e fiumi, comincia a farsi strada in lui l'idea della realizzazione di un gigantesco piano di trasformazione climatica del pianeta in modo da renderlo temperato e vivibile. È anche incuriosito dalla popolazione autoctona, i Fremen che gli Harkonnen sterminano senza pietà, ma che egli intuisce essere portatori di un'antica cultura e capaci di integrarsi col pianeta e le sue terribili condizioni climatiche, comprende che per la realizzazione del suo sogno dovrà farseli amici. Durante le sue ricerche nel deserto, riesce a salvare tre giovani fremen dalle truppe Harkonnen, essi lo portano nel loro sietch, dove, grazie alla spiegazione delle proprie teorie, riesce a sfuggire alla morte che aspetta qualsiasi straniero vi entri, ed anzi egli è accolto come un profeta. Pardot diviene un fremen, sposa una delle loro donne che gli darà un figlio di nome Liet.
A causa del veleno a lenta azione propinatogli da Fering, l'imperatore Elrood IX comincia a presentare segni di senilità incipiente; riceve una delegazione di Tleilaxu con cui discute della possibilità di produrre del Melange sintetico, in cambio però essi richiedono un aiuto militare ed una copertura politica, nella guerra che intendono iniziare contro Ix, anche per conquistare le attrezzature industriali necessarie per l'impresa.
Su Wallach IX, dove ha sede la loro casa madre, le Bene Gesserit si accorgono rapidamente che la bimba nata dall'accoppiamento col barone Harkonnen non è quella da loro attesa, ed è troppo debole per poter generare la madre dello Kwisatz Haderach, dopo un lungo tormento interiore, Mohiam la sopprime e si reca nuovamente su Giedi Primo per riaccoppiarsi col Barone. Questa volta però, egli decide di divertirsi un poco e violenta selvaggiamente la Reverenda Madre, che riesce però, grazie alle capacità delle Bene Gesserit di modificare le proprie secrezioni, ad inoculargli un incurabile morbo il quale, lentamente, lo farà ingrassare enormemente, distruggendo lo scultoreo corpo di cui lui andava tanto fiero. Dall'unione comunque, nascerà Jessica, una bellissima e robusta bimba che potrà portare a compimento il piano delle Bene Gesserit.
Con un proditorio attacco, le forze congiunte dei Tleilaxu e Sardaukar attaccano Ix e rapidamente lo conquistano, i Tleilaxu impongono un nuovo governo e rinominano il pianeta Xuttuh. Leto, Rhombur e Kailea riescono miracolosamente a fuggire ed a rientrare a Caladan, dove il duca concede asilo ai figli del suo amico, malgrado l'ostilità della moglie. Anche il conte Vernius con la moglie riescono a fuggire scomparendo nell'oscurità e venendo dichiarati Rinnegati dall'imperatore. Nel frattempo, il giovane Duncan riesce a parlare col duca Paulus, il quale colpito dal suo ardore e dalla voglia di fare gli trova un posto come stalliere. Purtroppo poco dopo, in una corrida con un Toro salusiano, giochi in cui il duca Paulus ama esibirsi, egli perde la vita. Il toro risulterà essere drogato e malgrado dell'accaduto venga accusato Duncan, considerato una spia Harkonnen, Leto non tarda a scoprire la verità: a capo del complotto c'è sua madre, Helena, che egli come nuovo Duca spedisce in esilio in un convento sul Continente Orientale.
Nell'anno 10154, era della Gilda, dopo 136 anni di regno, l'Imperatore Padishah Elrood IX muore, avvelenato da Hasimir Fenring, fedele consigliere del figlio Shaddam, che assurge al Trono del leone dorato col nome di Shaddam Corrino IV. Egli progetta una grandiosa cerimonia d'incoronazione su Kaitain, il pianeta dove ha sede la capitale imperiale, alla quale saranno invitati tutti gli appartenenti alle famiglie nobili, tra cui il nuovo duca Leto Atreides e il barone Vladimir Harkonnen. Leto progetta di approfittare dell'occasione per condurre il suo ospite Rhombur erede della decaduta famiglia Vernius, e far decadere il decreto con cui essa veniva dichiarata Rinnegata.
Il barone d'altro canto ha messo a punto un piano per far accusare gli Atreides di uno dei crimini più gravi, scatenare una battaglia all'interno di una nave spaziale della Gilda. Per far ciò utilizza un nuovo (e segretissimo) tipo di astronave, che utilizzando l'effetto Holtzman, crea un campo di forza che distorce i raggi elettromagnetici, rendendola invisibile sia agli strumenti che alla vista. Durante il trasferimento degli invitati per l'incoronazione, sul gigantesco traghetto spaziale che trasporta le delegazioni di moltissime famiglie nobili, è riuscito a far collocare in posizioni adiacenti alla nave degli Atreides e a due navi Tleilaxu; poco distante c'è pure la nave Harkonnen che nel suo interno cela la nuova astronave guidata dal nipote Glossu Rabban. Durante il viaggio nell'iperspazio Glossu porta la sua astronava sotto quella degli Atreides ed apre il fuoco, distruggendo la nave Tleilaxu. Per tutti quelli che hanno visto o seguito l'accaduto sui radar e sembrato che fossero stati gli Atreides a sparare. Appena prima che si scateni un confronto armato tra i presenti che avrebbe certamente originato una guerra interstellare, Leto dichiara la propria innocenza e si rende disponibile per subire un Processo per decadenza di fronte al Landsraad. Decisione che pare quasi suicida in quanto, nella secolare storia dell'istituzione, solo un nobile era riuscito ad uscire vincitore, per tutti gli altri, sconfitti al processo, c'era stata la morte con la confisca dei beni e dei domini che poi erano stati distribuiti tra le varie casate.
Le Bene Gesserit, tuttavia, decidono che Leto deve salvarsi, in quanto pedina fondamentale del loro piano di creazione di uno Kwisatz Haderach; riescono a fargli arrivare, prove della cospirazione tra l'imperatore ed i Tleilaxu per abbattere la famiglia Verniuse conquistare il pianeta di Ix, in modo che egli possa ricattare l'imperatore ed ottenere, che con la sua influenza, costringa la corte a dichiararlo innocente. In un secondo tempo, sempre utilizzando le medesime prove (di cui in realtà non ha realmente capito la portata) riuscirà a far sì che Rhobur e la sorella Kailea vengano perdonati però non riesce a far sì che la famiglia Vernius sia riammessa nel Landsraad.
Ritenendo che far parte della corte possa aiutarle nei loro scopi, le Bene Gesserit, riescono anche a far sì che Shaddam sposi una di loro, Anirul e che un'altra Margot divenga la compagna del consigliere Hasimir Fenring, che subito dopo l'incoronazione viene nominato conte ed inviato come Osservatore Imperiale su Dune, onde controllare come realmente procedano le operazioni per la raccolta del prezioso Melange.
Su questo pianeta, intanto, la fama di Pardot Kynes è cresciuta ed egli è ora assurto al rango di Umma (profeta), ed il suo sogno di trasformare il deserto in un verde paradiso sta procedendo: in alcune caverne del profondo sud, dove gli Harkonnen non si azzardano a spingersi, sono nate le prime piantagioni e l'acqua scorre formando laghetti e torrentelli. Quelle caverne sono diventate luogo di pellegrinaggio dei Fremen che così possono vedere quello che potrà divenire il loro pianeta entro poche generazioni.
Intanto il conte Dominic Vernius, ufficialmente morto e cancellato dagli archivi, non aveva mai smesso di tramare per vendicarsi dell'imperatore che, dopo una vita spesa al suo servizio, lo aveva tradito, disonorato, ucciso la moglie e fatto dei suoi figli dei reietti. Nel lungo periodo trascorso nell'ombra, era riuscito a contattare uomini leali, fuggiti da Ix, ed a convincerli a passare alla clandestinità. Con loro aveva rubato un'astronave, recuperato le atomiche segrete che la sua casa teneva nascoste su di un oscuro satellite. Ora disponeva di una potenza di fuoco enorme, in grado di cancellare interi pianeti. Si era rifugiato nella disabitata regione polare di Arrakis e da lì si apprestava ad iniziare la sua nuova vita di pirata. Avrebbe inflitto danni catastrofici a tutte le Grandi Case che lo avevano tradito , ed in particolar modo all'infido imperatore Padishah.

## Personaggi
Casa Atreides
- Paul Atreides, figlio ed erede del duca Leto
- Leto Atreides, capo della Casa Atreides
- Helena Richese, moglie del duca e madre di Leto
- Thufir Hawat, mentat e capo della sicurezza della Casa Atreides
- Duncan Idaho, ragazzino sfuggito agli Harkonnen
- Rhombur Vernius, erede della decaduta casata Vernius
- Kailea Vernius, sorella di Rhombur

Casa Harkonnen
- Barone Vladimir Harkonnen, capo della Casa Harkonnen
- Abulurd Harkonnen, fratellastro minore di Vladimir
- Piter De Vries, mentat deviato
- Glossu Rabban la Bestia, nipote del barone e governatore di Arrakis durante la dominazione Harkonnen

Casa Corrino
- Elrood IX, Imperatore Padishah dell'universo conosciuto
- Shaddam IV, figlio dell'Imperatore e suo erede
- Conte Hasimir Fenring, eunuco genetico, amico e consigliere di Shaddam

Fremen
- Pardot Kynes, planetologo imperiale su Arrakis

Bene Gesserit
- Harishka, Suprema Reverenda Madre della Sorellanza
- Anirul, Reverenda Madre, coordinatrice del progetto "Kwisatz Haderach"
- Gaius Helen Mohiam, Reverenda Madre avente un ruolo fondamentale nel progetto
- Margot Rashino-Zea, Reverenda Madre

Ixiani
- C'Tair Pilru, membro della resistenza all'invasione Tleilaxu
- D'Murr Pilru, gemello di C'Tair, pilota della Gilda
- Cammar Pilru, padre dei gemelli, ambasciatore

## Edizioni
- Brian Herbert, Kevin J. Anderson, Dune: House Atreides, Bantam Spectra, 1999,  p. 624, ISBN 0-553-11061-6.
- Brian Herbert, Kevin J. Anderson, Il preludio a Dune. Casa Atreides, traduzione di Altieri, S., collana Oscar Mondadori, Arnoldo Mondadori Editore, 2002,  p. 383, ISBN 978-88-04-50487-0.
- Brian Herbert, Kevin J. Anderson, Il preludio a Dune 2. Il duca Leto, traduzione di Altieri, S., collana Oscar Mondadori, Arnoldo Mondadori Editore, 2003,  p. 237, ISBN 978-88-04-51304-9.
- Brian Herbert, Kevin J. Anderson, Il preludio a Dune: Casa Atreides, collana Urania n. 1458, traduzione di S. Altieri, Arnoldo Mondadori Editore, 2003,  p. 443, ISSN 1120-5288 (WC · ACNP).
- Brian Herbert, Kevin J. Anderson, Il preludio a Dune 2: Il duca Leto, collana Urania n. 1464, traduzione di Altieri, S., Arnoldo Mondadori Editore, 2003,  p. 282, ISSN 1120-5288 (WC · ACNP).